# Diego Domínguez (Kanute)
Diego Domínguez (* 4. Mai 2003 in Madrid) ist ein spanischer Kanute.

## Karriere
Diego Domínguez gewann bereits bei den Junioren mehrfach Medaillen. So sicherte er sich bei den U23-Weltmeisterschaften 2022 in Szeged im Zweier-Canadier mit seinem Bruder Noel Domínguez über 500 Meter den Gewinn der Silber- und über 1000 Meter den Gewinn der Bronzemedaille. Im Mixed wurde er mit Antía Jácome Weltmeister. Im selben Jahr verpassten Diego und Noel Domínguez bei den Weltmeisterschaften der Erwachsenen in Dartmouth im Zweier-Canadier über 1000 Meter als Vierte knapp eine Podestplatzierung. Bei den Weltmeisterschaften 2023 in Duisburg ging Domínguez im Einer-Canadier auf der 1000-Meter-Distanz an den Start, qualifizierte sich jedoch nur für das C-Finale, das er letztlich gewann und damit Gesamtrang 19 belegte.
Domínguez vertrat Spanien ein Jahr darauf bei den Olympischen Spielen 2024 in Paris im Zweier-Canadier über 500 Meter. Er und sein Partner Joan Antoni Moreno qualifizierten sich als Zweite ihres Vorlaufs direkt für das Halbfinale, das sie auf dem vierten Platz beendeten. Im Finallauf überquerten sie nach 1:41,18 min die Ziellinie, womit sie hinter den siegreichen Chinesen Liu Hao und Ji Bowen, die in 1:39,48 Minuten Olympiasieger wurden, und den mit 1:41,08 min zweitplatzierten Italienern Gabriele Casadei und Carlo Tacchini den dritten Platz belegten und die Bronzemedaille gewannen.
Er studiert Public Relations an der Universität Vigo.